# Royal Leopards Football Club
O Royal Leopards Football Club é um clube de futebol com sede em Simunye, Essuatíni. A equipe compete na Swazi Premier League.

## História
O clube foi fundado em 1979.

## Títulos
Swazi Premier League (6): 2006, 2007, 2008, 2014, 2015, 2016